# Josep Lluís Alay i Rodríguez
Josep Lluís Alay i Rodríguez (Barcelona, 21 de març de 1966) és un historiador, polític i professor universitari català, que exercí de professor d'Història de l'Àsia a la Facultat de Geografia i Història de la Universitat de Barcelona. Des del juliol de 2018 és director de l'Oficina del President Carles Puigdemont. És un coneixedor profund de diverses regions del món, particularment de l'Àsia, i parla i entén més de 10 llengües.

## Trajectòria

### Estudis
Doctor en Història per la Universitat de Barcelona, doctor en Ciències per la KU Leuven de Lovaina (Flandes), doctor en Física per la Universitat de Barcelona i llicenciat en Filologia semítica per la Universitat de Barcelona. Va estudiar tibetologia al Departament de Filosofia índia de la Universitat d'Hiroshima (Japó), on residí com a professor invitat, i ha publicat diversos llibres sobre la història i literatura del Tibet.

### Àsia
Alay és un gran coneixedor de la cultura i de la realitat tibetanes i durant anys ha viscut a mig camí entre Barcelona i Lhasa, la capital del Tibet.
Mentre era professor d'Història Contemporània del Tibet i Mongòlia a la Facultat d’Història de la UB, va liderar diversos projectes de recerca i cooperació al Tibet durant més d'una dècada. Entre els seus treballs destacats, cal mencionar l'estudi sobre l'antic regne de Zhang Zhung i la seva connexió amb la religió Bon del Tibet. Per aprofundir-hi, va realitzar quatre expedicions de recerca a les regions occidentals i septentrionals del Tibet, així com a les valls de l'Himàlaia indi (Kinnaur, Spiti, Ladakh i Zangskar). També va completar dues circumval·lacions del Mont Kailash. Va ser el primer autor català a traduir un text tibetà. Durant una estada a Lhasa, va impulsar l'edició d'una obra titulada Les poesies d'amor del sisè dalai-lama del Tibet, que recull 74 poemes escrits a finals del segle xvii per Tshang-iang Guiamtso.
Des de la seva fundació l'any 2001, és director de l'Observatori del Tibet i Àsia Central (OTAC) de la Universitat de Barcelona i va coordinar el màster d'estudis d'Àsia i Pacífic de la UB. Aquests anys duu a terme moltes conferències i publica escrits sobre el tema.
L’any 2002, es va endinsar en l’estudi de la figura història Antoni de Montserrat, ambaixador a Agra, al qual s'atribuïa la creació del primer mapa de l'Himàlaia al voltant del 1590. Aquesta recerca va dur Alay a explorar arxius al Vaticà, Anglaterra, Portugal i l'Índia. Un cop localitzada una part dels escrits del missioner, va emprendre el repte de reconstruir el recorregut de tres anys que Montserrat havia fet, acompanyat de dos altres jesuïtes, per les regions que avui dia corresponen a l'Índia, Pakistan i Afganistan. El resultat final va ser la publicació del llibre Ambaixador a la cort del Gran Mogol.
Des del 2004 va dirigir una desena de projectes de cooperació en els àmbits de l'educació i la salut de poblacions nòmades i seminòmades de la Regió Autònoma del Tibet, especialment en la remota regió septentrional de Byang-thang (Txangtang). Juntament amb Sonam Drolkar va viatjar cada any a la regió per avaluar i fer un seguiment dels projectes que desenvolupen i gestionen els mateixos tibetans. També ha codirigit documentals de televisió sobre Mongòlia i Tibet.
El 2010 es doctorà en Història Contemporània per la Universitat de Barcelona amb la tesi sobre el lama tibetà Khyung Sprul Rin Po Che: Khyung Sprul Rin Po Che, Un mendicant tibetà: la seva vida i viatges a Kinnaur i al Tibet Occidental. Els seus darrers treballs de recerca se centren en les rutes de comunicació entre el Tibet i l'Índia occidental durant la primera meitat del segle xx. Col·labora com a articulista al diari Ara.

### Director de patrimoni de l'Ajuntament de Barcelona.
Des del juliol de 2011 fins al juny del 2015 va ser director de Patrimoni, Museus i Arxius de l'Ajuntament de Barcelona, des d'on va treballar per recuperar la memòria històrica de Barcelona. Durant el seu mandat es va rehabilitar el castell de Montjuïc, l'hospital de Sant Pau i va obrir el Museu de les Cultures del Món als palaus de Nadal i Marquès de Llió del carrer de Montcada, amb uns 600 objectes.
El 2015 va ser nomenat Comissionat de Relacions Internacionals de la Diputació de Barcelona.
El 25 de març de 2018 Alay acompanyava al president Carles Puigdemont en un viatge en cotxe des de Finlàndia fins a Brussel·les. En travessar la frontera amb Alemanya, Puigdemont va ser arrestat per la policia alemanya a Neumünster. Tres dies després, el 28 de març, Alay fou detingut per la policia espanyola i posat en llibertat després de declarar. Va anar a declarar davant l'Audiència a principis de juny, d'on va sortir amb llibertat sense mesures cautelars. L'octubre del mateix any el jutge de l'Audiència Nacional Diego de Egea va arxivar les diligències contra les quatre persones que acompanyaven Puigdemont quan va ser detingut a Alemanya, argumentant que desconeixien la reactivació de l'euroordre. El gener de 2019 un altre jutjat va demanar reobrir el cas.

### Director de l'oficina del expresident Puigdemont
Els primers contactes amb Carles Puigdemont es van produir quan aquest va marxar a l’exili, oferint-li la seva ajuda gràcies al coneixement del flamenc adquirit durant la seva etapa acadèmica a Lovaina.
El juny de 2018 fou nomenat Coordinador de Polítiques Internacionals de Presidència pel govern de Quim Torra, càrrec que va exercir fins al 15 de juliol de 2018, quan va ser nomenat Responsable de l'Oficina del president Puigdemont en aplicació de les prerrogatives d'aquest. Des d’aleshores, Alay assumeix la coordinació de tots els esdeveniments amb la presència de Puigdemont i l’acompanya en aquestes ocasions.
El març de 2020 Josep Lluís Alay va publicar un recull de 73 històries curtes aparegudes des del 2011 als diaris Ara i El Punt Avui. Titulat 5 continents i 1 llibertat, amb pròleg d'Aamer Anwar, són cròniques de diferents regions del món que es troben en conflicte i que tenen un fons comú: la defensa dels drets humans, la denúncia de situacions injustes i la lluita dels pobles pel seu dret a l'autodeterminació.

#### Viatge a Nova Caledònia
El 14 de febrer de 2020, l'Audiència Nacional va arxivar la causa oberta a Alay per encobriment, en acompanyar Puigdemont quan va ser detingut a Alemanya. Però el dilluns següent, el 18 de febrer, la Fiscalia de Catalunya va interposar una querella contra Josep Lluís Alay, acusant-lo de malversació per haver utilitzat fons públics per assistir, en representació de Puigdemont, al referèndum d'independència de Nova Caledònia de 2018 (4.580 euros), així com pel pagament del peatge de la C-16 (15,20 euros) en el viatge d'anada i tornada a Sant Joan de Vilatorrada, indret on alguns presos polítics catalans foren internats al Centre Penitenciari Lledoners.
Després que l'Audiència Provincial de Barcelona desestimés el seu darrer recurs, el 20 de setembre de 2021 fou notificat d'un nou judici per una presumpta malversació i prevaricació continuada. Finalment, el 10 de novembre, la fiscal Teresa Duerto, avalada per la jutgessa Olalla Ortega, va decidir obrir judici oral contra Alay pel seu viatge a Nova Caledònia. La imputació era per malversació i prevaricació i li demanaven una pena de tres anys de presó i disset d'inhabilitació. La causa pel viatge de Nova Caledònia va quedar amnistiada el 29 de juliol de 2024.

#### Operació Vólkhov
El 28 d'octubre de 2020 fou detingut en el marc de l'Operació Vólkhov, una actuació policial de la Guàrdia Civil per investigar un presumpte malbaratament de cabals públics en favor del procés independentista català i l'organització del moviment Tsunami Democràtic. També van ser imputats d'un presumpte delicte d'acord amb Rússia per a l'enviament a Catalunya de més de 10.000 soldats per a garantir la independència una vegada declarada. El mateix dia fou deixat en llibertat amb càrrecs per, presumptament, haver participat l'estiu del 2017 al Fòrum Crans Montana. «Per haver cobrat una factura en aquest fòrum, en què vaig participar com a acadèmic», va revelar a Catalunya Ràdio, on va criticar que «aquesta operació forma part de la persecució continuada contra la societat catalana». Des de l'inici de la investigació la Fiscalia no va presentar càrrecs i va deixar al jutge Joaquín Aguirre, magistrat del Jutjat d'instrucció núm. 1 de Barcelona, com a única part de l'acusació, si bé dies després s'hi va unir el partit Vox com a acusació popular.
El 20 de setembre de 2021, el fiscal anticorrupció Fernando Maldonado va enviar un informe al jutge assegurant que no hi havia cap mena de delicte i que si seguia capficat a demostrar-los podia incórrer en una investigació prospectiva. No obstant això, a l'endemà, l'Audiència Provincial de Barcelona va desestimar el recurs de la fiscalia anticorrupció gràcies al posicionament contrari dels magistrats Luis Belestá, Ricardo Rodríguez i Miguel Ángel Ogando. D'aquesta forma, el tribunal d'instància superior va rebutjar l'arxiu de la peça separada, i fins feia dues setmanes declarada secreta, en la qual s'investigava el contingut dels mòbils decomissats a Alay durant la detenció d'octubre de 2020. El 8 de novembre de 2021, el diari El Confidencial va filtrar una imatge dels investigadors de la Guàrdia Civil sobre el cas, en el qual aportaven com a prova un presumpte informe sobre els serveis d'intel·ligència russos. Tal com va denunciar el seu advocat Gonzalo Boye, es tractava literalment del capítol introductori de la novel·la que Alay acabava de traduir: El secret de la clandestina (Símbol Editors, 2020). El juliol de 2022 el jutge Aguirre va arxivar la causa.

#### Trama russa
Un informe de la Guàrdia Civil destacava els contactes de Josep Lluís Alay amb Aleksandr Dmitrenko, a qui es va denegar la nacionalitat espanyola per presumpta vinculació amb serveis d’intel·ligència russos. L’informe, basat en converses del mòbil d’Alay confiscat durant l’operació Vólkhov, revelava segons la Guàrdia Civil connexions amb el Kremlin i el nomenament de Dmitrenko com a ambaixador de la Cambra de Comerç de Barcelona. El jutge Joaquín Aguirre va voler aprofundir en aquestes relacions, però la Fiscalia s'hi va oposar, retraient-li que
tota la investigació sobre Alay era prospectiva. L’historiador va al·legar que el seu objectiu era «preparar una possible conferència» de Puigdemont a Rússia, i va reivindicar poder anar a Rússia, «una gran potència mundial», per parlar de les «necessitats
energètiques de Catalunya en un futur». L'Agència d'Intel·ligència Europea, a qui també indicava com a font del reportatge, va negar l'existència d'un informe sobre els suposats contactes russos amb el Procés, desvinculant-se de la informació que va publicar el New York Times sobre Alay i Boye.
El 7 de setembre de 2021, el New York Times va publicar un extens reportatge sobre presumptes vincles de Josep Maria Alay i el seu advocat, Gonzalo Boye, amb Rússia. Explica una sèrie de viatges a aquest país el 2019 i el 2020 i una sèrie de trobades amb personatges vinculats al Kremlin i als serveis secrets russos. Tota la informació està basada en informes de la Guàrdia Civil. El portaveu del Kremlin, Dmitri Peskov, va desmentir «categòricament» qualsevol implicació de Moscou en la situació de Catalunya.

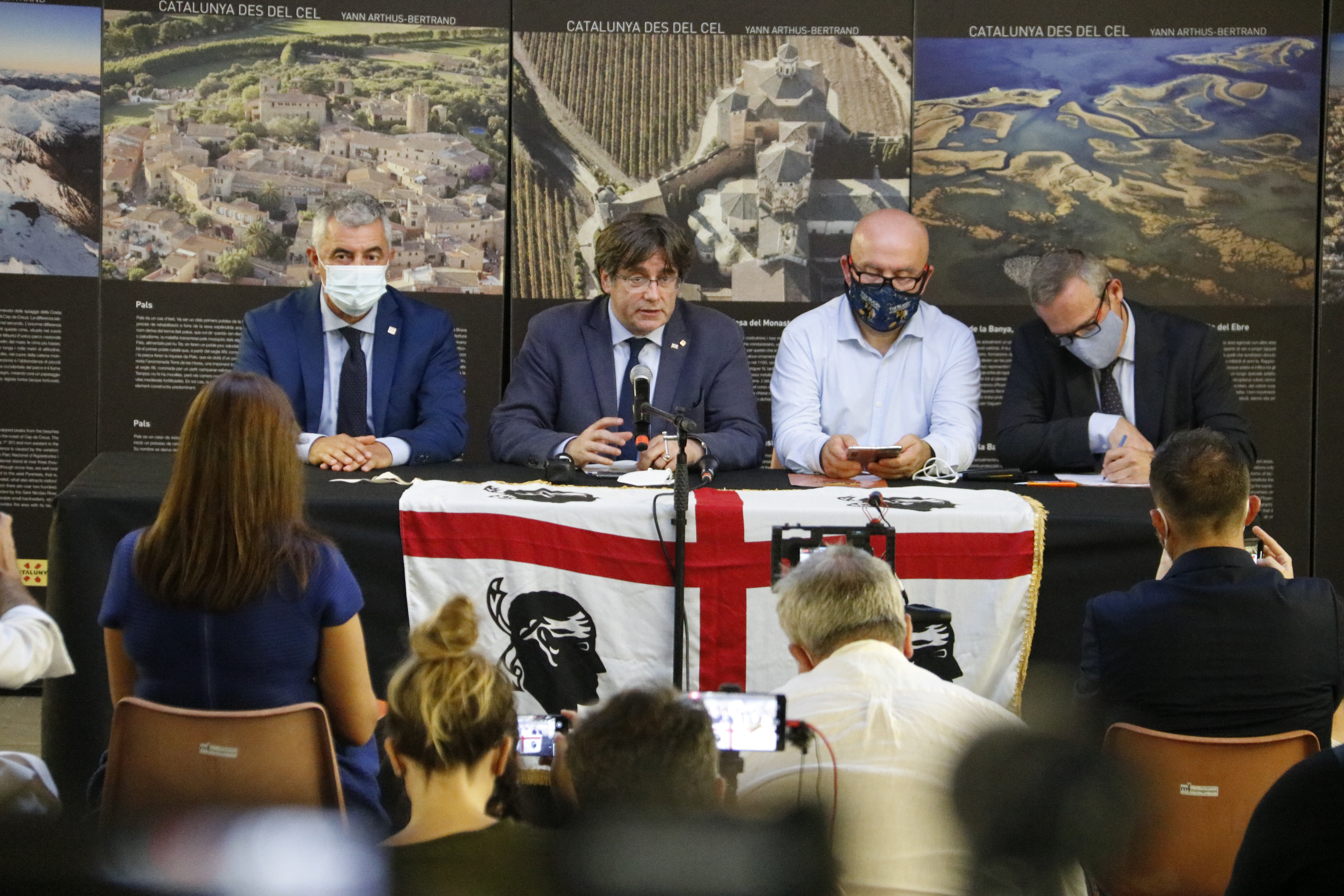
Carles Puigdemont i Gonzalo Boye en un pla general durant una roda de premsa a l'Alguer. Alay a la dreta

El 23 de setembre, Alay va acompanyar el president Puigdemont a l'Alguer per assistir a l'Aplec Internacional de l'Adifolk i per reunir-se amb el president de la regió autònoma de Sardenya i amb el síndic de l'Alguer. El president va ser detingut durant 24 hores i en la roda de premsa posterior, Alay va fer de traductor en italià.
El mateix mes, malgrat que la fiscalia havia demanat l’arxivament, l’Audiència de Barcelona va dictar continuar amb la investigació que veia «necessària, útil i pertinent». Les sospites se centraven en una compravenda de gas i petroli entre Rússia i la Xina amb la participació d’Aleksandr Dmitrenko, que el jutge Aguirre considerava que podria haver servit com a «pantalla de finançament il·legal» per l'entorn de Puigdemont. Després que la fiscalia anticorrupció indiqués que aquella operació no era delictiva i alertés el jutge, de nou, que la investigació contra Alay corria el risc de ser «prospectiva», el jutge Aguirre va arxivar el cas d'Alay i la compra de gas.
Dos anys després de l'inici del cas Volhov, la Guàrdia Civil es negava a lliurar els mòbils robats tot i que admetien que ja n’havien bolcat el contingut, una decisió avalada pel jutge Joaquín Aguirre que també feia constar que volia els continguts dels mòbils d’Alay pel «seu ús personal». D'altra banda, per evitar la indefensió d'Alay, Boye va demanar al jutge Aguirre que aclarís l’estat de les actuacions, els investigats i el nombre de peces separades per resoldre el “desconcert” de les parts davant la confusió generada pel volum d’investigacions incloses en aquesta instrucció, que abasta des d’assumptes relacionats amb la pandèmia fins al Tsunami Democràtic.
El 30 de maig de 2022, Alay va presentar un recurs d'apel·lació contra la decisió del jutge Joaquín Aguirre d'aprofundir en la seva investigació en el cas Volhov. En un escrit de 32 pàgines, l'advocat Gonzalo Boye assenyalava errors en la instrucció, donava suport al fiscal oposat a la investigació i criticava el jutge per aplicar el principi: «Que la veritat no t’espatlli un procediment». Segons el recurs, «estem davant d’una dislocació de les normes, un forçament voluntarista dels fets, una omissió conscient de la realitat i un ús indegut dels recursos i els poders públics posats a disposició de la investigació de fets delictius no de persones per molt opositors que siguin». En el mateix sentit, el fiscal Fernando Maldonado es va oposar a què s'investigués el patrimoni d’Alay en considerar que no hi havia prou indicis delictius qualificant la decisió del jutge de «prospectiva» i «un caprici» de l’instructor i va presentar un recurs.
Els magistrats de la secció 21 de l’Audiència de Barcelona, van criticar l'estratègia del jutge, qualificant-la de «sudoku processal» per intentar processar Alay sense esperar la resolució dels recursos pendents ni argumentar-los adequadament. Tant la defensa com la fiscalia varen compartir aquesta percepció.
El 5 d'agost, el jutge Aguirre no va voler aplicar l’amnistia en el cas Vólkhov i va rebutjar la seva recusació. Finalment, el 17 de desembre de 2024, l'Audiència de Barcelona va arxivar la trama russa del Procés, desmentint les teories del jutge Joaquín Aguirre sobre una aliança entre l'independentisme català i Rússia. La resolució va acusar el jutge de cometre un "frau de llei" per mantenir la investigació.

#### Cas Tsunami
El 30 d'octubre de 2019 el jutge de l'Audiència Nacional García-Castellón va obrir una investigació sobre el Tsunami Democràtic. El 28 d'octubre de 2020, en el marc de l’operació
Voloh, el jutge Aguirre va practicar diverses detencions, entre les quals les de Josep Lluís Alay, amb la sospita que van fer servir subvencions per finançar el Tsunami Democràtic.
Durant dos anys la investigació no va avançar coincidint amb la relaxació gradual de la situació política a Catalunya. Fins que el jutge García-Castellón va veure-hi una oportunitat per dificultar que Puigdemont es beneficiés d'una possible llei d'amnistia, com a símbol de la impunitat independentista. Amb aquest context, amb l’objectiu de reactivar la causa ara enfocant-la en el delicte de terrorisme, García-Castellón va citar a declarar entre altres a Josep Lluís Alay. Alay va presentar un recurs que la magistrada de la sala penal de l’Audiència Nacional Carolina Rius. El jutge García-Castellón no va tenir en compte que la instrucció “va caducar” el 29 de juliol del 2021 i, per tant, «tota diligència d’investigació posterior vulnera la llei i és nul·la de ple dret». García-Castellón va prorrogar la instrucció el 30 de juliol del 2021, per tant, un dia després de la data en què «caducava» i l’«esgotament del termini d’instrucció és un límit infranquejable».
Dos anys després, el jutge García-Castellón va remetre el cas al Tribunal Suprem, però Alay va recórrer contra aquesta decisió el 28 de novembre de 2023. El jutjat va posar el recurs en un calaix i va desestimar el recurs argumentant que s'havia presentat fora de termini, un detall tècnic que podria haver estat utilitzat com a estratègia per bloquejar la tramitació dels recursos d'Alay. El 8 de juliol, el jutge García-Castellón va arxivar la causa de Tsunami per terrorisme.
A finals de gener de 2024, la figura de Josep Lluís Alay estava sent objecte d’una atenció especial per part de la judicatura i dels cossos i forces de seguretat de l’Estat. Estava imputat per terrorisme com un dels deu investigats en la causa de Tsunami Democràtic, que es troba al Jutjat Central d’Instrucció número 6 de l’Audiència Nacional, sota la direcció de Manuel García Castellón. A més, el Jutjat d’Instrucció número 1 de Barcelona, dirigit pel magistrat Joaquín Aguirre, també el mantenia investigat dins del sumari relacionat amb la suposada trama russa del Procés. Així mateix, estava pendent de judici per haver representat Carles Puigdemont en un viatge a Nova Caledònia. A tot això s'hi va afegir la duresa de les negociacions, en les quals Alay va intervenir, entre el PSOE i Junts a Ginebra sobre l'amnistia i el suport a la legislatura.
En aquest context, el 31 de gener de 2024, Alay va patir un vessament cerebral a causa d’un aneurisma. El dia 2 de febrer va ser intervingut d’urgència i no va ser donat d'alta fins al 19 de febrer. Durant uns mesos va estar apartat de la seva vida professional, però tot i que la recuperació va ser molt lenta, no li va deixar cap seqüela.
Malgrat això, el 29 de febrer de 2024, el jutge Aguirre va veure una altra oportunitat d'inculpar a Alay. Va dictar una interlocutòria en què insistia en els contactes amb el Kremlin, cosa que podria comportar un delicte de traïció no inclòs en la proposició de llei d’amnistia del PSOE. Boye va plantejar la recusació de Joaquín Aguirre per la seva «manca d'imparcialitat», que considerava provada per la seva entrevista, i per la "grolleria" durant els seus interrogatoris. El 2 de juliol, Alay, juntament amb Puigdemont, van interposar una querella davant el Tribunal Superior de Justícia de Catalunya contra el jutge Joaquín Aguirre, acusant-lo de prevaricació i malversació per haver obert el 21 de juny una peça separada relacionada amb la trama russa del procés, tot i que l'Audiència de Barcelona li havia ordenat tancar la investigació.
Jesús María Barrientos, magistrat conegut per la seva postura contrària a l'independentisme, fet que havia derivat en recusacions i en la repetició d’alguns judicis, va rebutjar el 31 de gener de 2025 la querella contra el jutge Joaquín Aguirre. Es va considerar que Barrientos havia salvat a Aguirre.

## Llibres
- Història dels tibetans: dels orígens al conflicte actual. Pagès editors, Lleida, 2000 (Historia de los tibetanos: de los orígenes al conflicto actual. Milenio, Lleida, 2001).
- El secret del Tibet: desvelant la civilització del Sostre del món. Fundació Caixa Girona, Girona, 2000. (El secreto del Tíbet: desvelando la civilización del Techo del mundo. Fundació Caixa Girona, Girona, 2001).
- Les poesies d'amor del sisè Dalai-lama del Tibet. Traducció de l'obra de Tshang-iang Guiamtso. Edicions 62 – Empúries, Barcelona, 2000. (Los poemas de amor del Sexto Dalai-lama del Tíbet. Península, Barcelona, 2001).
- Ambaixador a la cort del Gran Mogol: viatges d'un jesuïta català del segle xvi a l'Índia, Pakistan, Afganistan i Himàlaia. Traducció del llibre d'Antoni de Montserrat. Pagès editors, Lleida, 2002 (2005, segona ed.). (Embajador en la Corte del Gran Mogol: viajes de un jesuita catalán del siglo XVI por la India, Pakistán, Afganistán y el Himalaya. Milenio, Lleida, 2006).
- Arrels del Tibet. Cultura i cooperació al sostre del món. Pagès Editors. 2009 ISBN 978-84-9779-817-4[67]
- Tibet, el país de la neu en flames. Universitat de Barcelona. 2011. ISBN 978-84-475-3488-3[68]
- 5 continents i 1 llibertat. Simbol Editors. 2020. ISBN 978-84-15315-77-3[69]